# Sale City
Sale City és una població dels Estats Units a l'estat de Geòrgia. Segons el cens del 2000 tenia 319 habitants.

## Demografia
Segons el cens del 2000, Sale City tenia 319 habitants, 125 habitatges, i 98 famílies. La densitat de població era de 67,3 habitants/km².
Dels 125 habitatges en un 32,8% hi vivien nens de menys de 18 anys, en un 61,6% hi vivien parelles casades, en un 12% dones solteres, i en un 21,6% no eren unitats familiars. En el 20% dels habitatges hi vivien persones soles el 8,8% de les quals corresponia a persones de 65 anys o més que vivien soles. El nombre mitjà de persones vivint en cada habitatge era de 2,55 i el nombre mitjà de persones que vivien en cada família era de 2,86.
Per edats la població es repartia de la següent manera: un 24,8% tenia menys de 18 anys, un 9,7% entre 18 i 24, un 28,8% entre 25 i 44, un 21% de 45 a 60 i un 15,7% 65 anys o més.
L'edat mediana era de 36 anys. Per cada 100 dones de 18 o més anys hi havia 93,5 homes.
La renda mediana per habitatge era de 33.542 $ i la renda mediana per família de 37.778 $. Els homes tenien una renda mediana de 30.625 $ mentre que les dones 19.306 $. La renda per capita de la població era de 16.971 $. Entorn del 10,8% de les famílies i el 10,7% de la població estaven per davall del llindar de pobresa.

## Poblacions més properes
El següent diagrama mostra les poblacions més properes.